# 촙

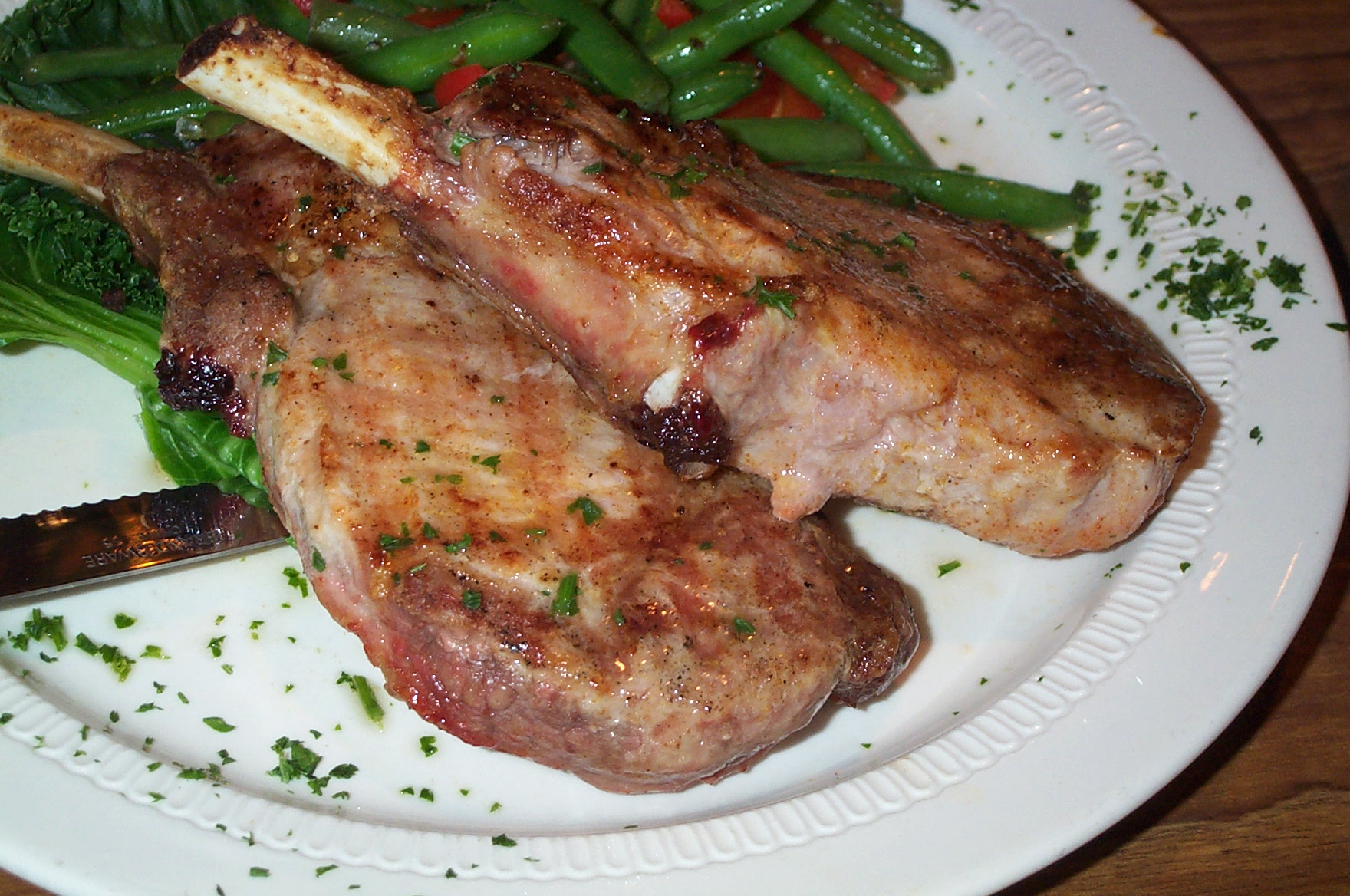
포크 촙 (돼지고기 촙)

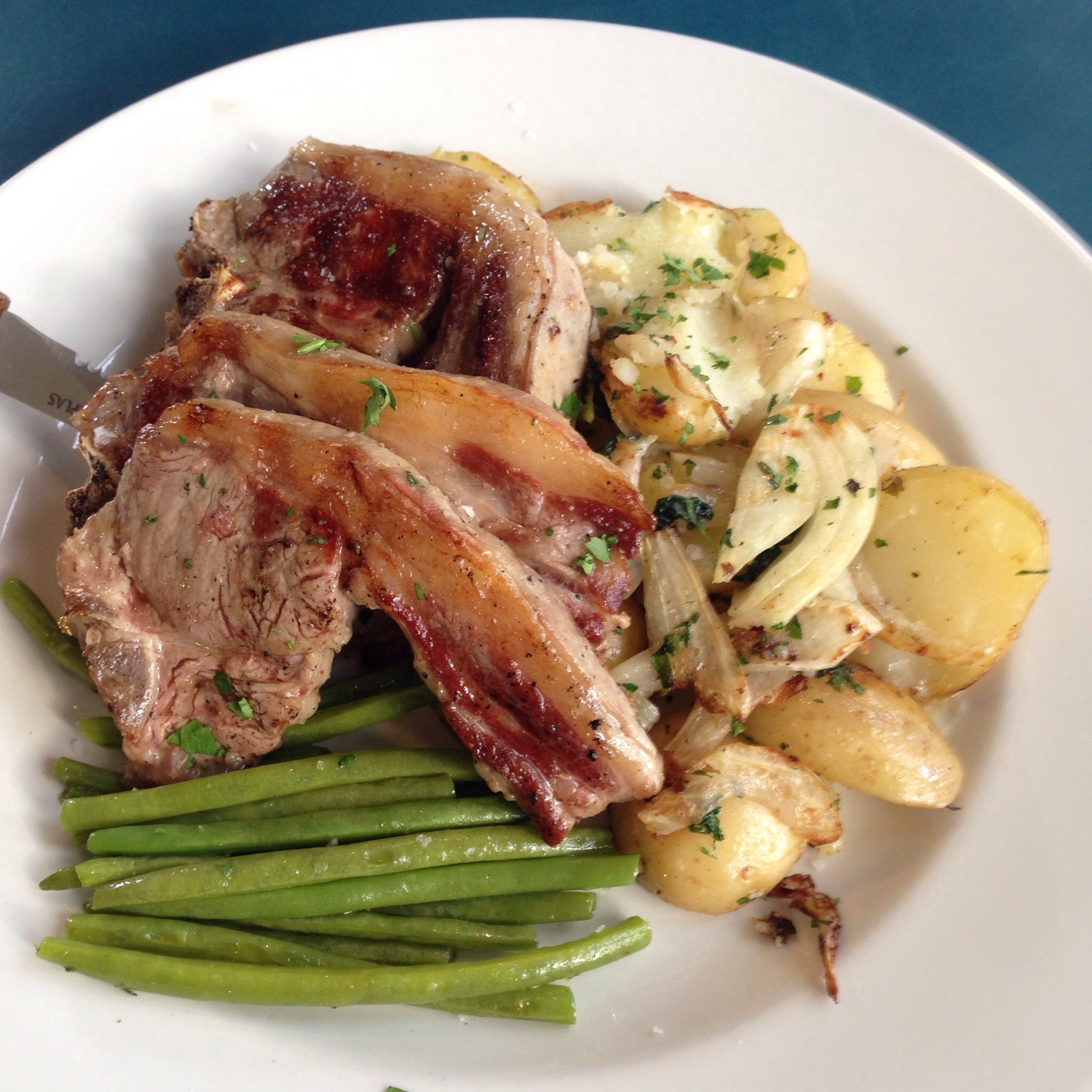
램 촙 (양고기 촙)

촙(chop)은 두껍게 썬 돼지나 양의 갈비 또는 그것을 구운 요리이다. 척추와 직각으로 잘라 갈비뼈를 포함하고 있다. 뼈가 없거나 얇은 촙은 커틀릿이라 부르는데, 구분이 엄격하지는 않다. 주로 돼지고기나 양고기를 쓰지만, 그 외에도 송아지고기나 사슴고기 등이 쓰인다. 비슷한 쇠고기 부위나 요리는 "촙"이라 불리지 않지만, 티본 스테이크가 로인 촙에, 립 스테이크가 립 촙에 해당한다.

## 같이 보기
- 갈비
- 커틀릿